# Горилла, похищающая женщину

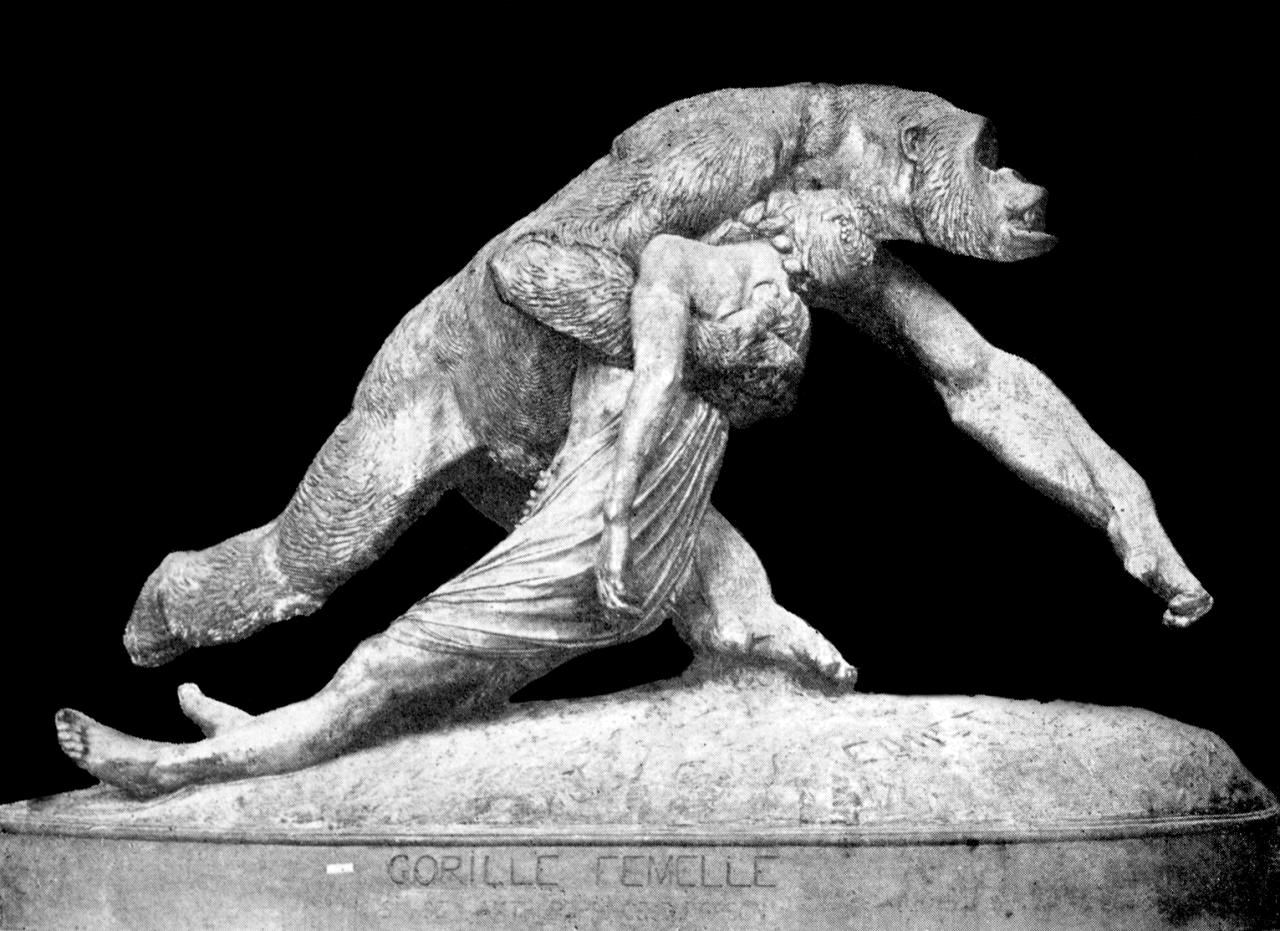
Горилла, похищающая негритянку - скульптура, вызвавшая скандал на Салоне 1859 года. Одна из редких сохранившихся фотографий этой работы, уничтоженной в 1861 году (репродукция из книги Фремье, из серии Мастера искусств (1934).

Горилла, похищающая женщину — гипсовая скульптурная композиция авторства Эмманюэля Фремье, созданная им в 1887 году. Первая версия под названием «Горилла, похищающая негритянку» (уничтожена в 1861 году) вызвала скандал на Салоне 1859 года, связанный с полемикой вокруг теории эволюции Чарльза Дарвина. Версия 1887 года, отличающаяся от первой, была удостоена почетной медали на Салоне Общества французских художников в 1887 году. Работа стала одним из источников вдохновения для создателей Кинг-Конга ,. Скульптура хранится в Музее изобразительных искусств в Нанте. В 2016 году гипсовая скульптура была показана в рамках выставки «Обзор бесчеловечного» в Выставочном зале Липсиусбау, в Дрездене.